# 吴梁
吴梁，浙江钱塘（今浙江杭州）人，清朝政治人物。
吴梁曾于1854年接替姚禄龄任崇明县知县一职，1855年由乔学易接任。